# Красноярск-Восточный
Красноярск-Восточный — крупнейшая сортировочная станция Красноярской железной дороги; расположена  в селе Зыково в пригороде Красноярска. Находится в 4 123 километре от Москвы и в 26 километрах от станции Красноярск-Пассажирский.
Станция имеет 24 сортировочных пути.  Горка станции Красноярск-Восточный может принять и рассортировать в сутки 3 200 вагонов.
Станция стала одной из первых в сети российских железных дорог, оснащённых самими передовыми технологиями[какими?] сортировки грузовых вагонов, в том числе различными системами навигации и контроля, диспетчеризации процесса. Позже по принципу Красноярска-Восточного было создано несколько сортировочных станций на других[каких?] дорогах. Введена в эксплуатацию в 1992 году.
Красноярск-Восточный представляет собой высокотехнологичный конвейер по переработке вагонопотоков Красноярской магистрали[неизвестный термин].